# سیگما دوشیزه
سیگما دوشیزه یک ستاره است که در صورت فلکی دوشیزه قرار دارد و قدر ظاهری آن +۴.۷۸ می‌باشد.